# توجيه اتهام

يستخدم مصطلح توجيه الاتهام، بشكل رئيسي للإشارة بالاتهام بفعل خطأ ما.
وفي سياق المعاهدات، يشير الإشعار الرسمي بإنهاء المعاهدة أو الإلغاء إلى الإشعار بإنهاء تلك المعاهدة. وتحتوي بعض المعاهدات على فقرة إنهاء تعاقد تشير إلى إنهاء المعاهدة في حالة إرسال عدد محدد من الدول إشعارات بإنهاء المعاهدة. على سبيل المثال، فإن البند 41 في الاتفاقية المفردة حول الأدوية المخدرة يحدد أنه يتم إنهاء المعاهدة إذا انخفض عدد الدول المشاركة في الاتفاقية عن 40 دولة، نتيجة إرسال الدول إشعارات رسمية بإنهاء المعاهدة.

## المعاهدات التي لا تحتوي على فقرات إنهاء
ينص البند 42 من اتفاقية فيينا حول قانون المعاهدات أن «إنهاء الاتفاقية أو إرسال الإشعارات الرسمية بإنهائها أو انسحاب أحد الأطراف منها لا يمكن أن يتم إلا نتيجة تطبيق بنود الاتفاقية أو المعاهدة الحالية». وينص البند 56 إلى أنه إذا لم تنص المعاهدة على شرط لإرسال الإشعارات الرسمية بالإنهاء أو الانسحاب أو الإنهاء، فإنه لا يمكن إرسال إشعار بإنهائها أو الانسحاب منها إلا في الحالات التالية:
- إذا تحدد أن الأطراف المشاركة تنوي قبول احتمالية الإشعار بالإنهاء أو الانسحاب، أو
- يمكن أن تكون المعاهدة، بطبيعتها، تحتوي على حق الإشعار بالإنهاء أو الانسحاب.

ويتطلب أي انسحاب من أي معاهدة حسب البند 56 إرسال إشعار قبل الانسحاب بـ 12 شهرًا.
ولا تسري اتفاقية فيينا على كل الدول، فعلى سبيل المثال، فإن الولايات المتحدة، لم توقع على هذه الاتفاقية. ويجعل ذلك من غير الواضح التوقيت الذي يجب أن ترسل فيه الولايات المتحدة إشعارًا بالانسحاب من المعاهدات التي لا تحتوي على فقرة إنهاء. على سبيل المثال، في السابع من مارس عام 2005م، أعلنت الولايات المتحدة انسحابها من البروتوكول الاختياري للاتفاقية القنصلية المتعلق بتسوية النزاعات الإجبارية، وهي معاهدة لا تحتوي على بند إنهاء.

## وصلات خارجية
- Kirgis, Frederic L.: Addendum to ASIL Insight, President Bush’s Determination Regarding Mexican Nationals and Consular Convention Rights, ASIL Insight, Mar. 2005.
- Single Convention on Narcotic Drugs, International Narcotics Control Board.
- Vienna Convention on the Law of Treaties, International Law Commission.